# 馬爾斯 (加利福尼亞州)
馬爾斯（英語：Mars）是位於美國加利福尼亞州聖貝納迪諾縣的一個非建制地區。該地的面積和人口皆未知。

## 地理
馬爾斯的座標為35°25′16″N 116°53′06″W / 35.42111°N 116.88500°W，而該地的平均海拔高度為999米（即3278英尺）。